# Herb gminy Żyraków
Herb gminy Żyraków – symbol gminy Żyraków.

## Wygląd i symbolika
Herb przedstawia na tarczy w polu błękitnym złoty półksiężyc barkiem w dół, nad nim złotą sześcioramienną gwiazdę (godło z herbu Leliwa), natomiast pod nimi trzy złote kłosy zboża, nawiązujące do rolniczego charakteru gminy.